# Abderrahmane Sissako
Abderrahmane Sissako, född 13 oktober 1961 i Kiffa, Mauretanien, är en skådespelare, regissör, manusförfattare och filmproducent.

## Filmografi

### Roller
- 1995 - Petite météorologie ou Sept histoires de temps
- 1998 - La vie sur terre - Dramane
- 2006 - Bamako - cowboy

### Regi
- 1993 - Oktyabr
- 1997 - Africa Dreaming - TV-serie, 1 avsnitt
- 1998 - La vie sur terre
- 2002 - Heremakono - Waiting for Happiness
- 2006 - Bamako
- 2008 - 8
- 2014 – Timbuktu

### Manus
- 1993 - Oktyabr
- 1998 - Rostov-Luanda
- 1998 - La vie sur terre
- 2002 - Heremakono - Waiting for Happiness
- 2006 - Bamako
- 2014 – Timbuktu

### Producent
- 2002 - Abouna
- 2003 - Le silence de la forêt
- 2003 - Malenkie lyudi
- 2006 - Bamako
- 2006 - Daratt

## Utmärkelser
- 1998 - Namur International Festival of French-Speaking Film - TV5 Best Documentary Award - Specialomnämnande för Rostov-Luanda
- 1999 - Fribourg International Film Festival - Ekumeniska juryns pris för La vie sur terre
- 1999 - Fribourg International Film Festival - FIPRESCI Prize - Specialpris för La vie sur terre
- 1999 - Fribourg International Film Festival - Stora priset för La vie sur terre
- 1999 - Ouagadougou Panafrican Film and Television Festival - Air Afrique Special Award för La vie sur terre
- 1999 - Ouagadougou Panafrican Film and Television Festival - INALCO Award för La vie sur terre
- 1999 - Ouagadougou Panafrican Film and Television Festival - Specialomnämnande för La vie sur terre
- 1999 - Ouagadougou Panafrican Film and Television Festival - TELCIPRO Award, spelfilm för La vie sur terre
- 1999 - San Francisco International Film Festival - Golden Spire - Film och video, kort berättelse för La vie sur terre
- 2002 - Filmfestivalen i Cannes - FIPRESCI Prize - Specialpris för Heremakono - Waiting for Happiness
- 2002 - Gijón International Film Festival - Juryns specialpris för Heremakono - Waiting for Happiness
- 2002 - Namur International Festival of French-Speaking Film - Youth Jury Emile Cantillon Award för Heremakono - Waiting for Happiness
- 2002 - Paris Biennal of Arab Cinema - IMA Grand Prize för Heremakono - Waiting for Happiness
- 2003 - Filmfestivalen i Cannes - France Culture Award - Bästa utländska film för Heremakono - Waiting for Happiness
- 2003 - Buenos Aires International Festival of Independent Cinema - Bästa film för Heremakono - Waiting for Happiness
- 2003 - Ouagadougou Panafrican Film and Television Festival - Guldhingsten för Heremakono - Waiting for Happiness
- 2007 - Lumiere Award - Bästa franskspråkiga film för Bamako